# Puchar Egiptu w piłce nożnej
Puchar Egiptu w piłce nożnej – cykliczne rozgrywki piłkarskie dla egipskich męskim drużyn klubowych. Pierwsza edycja Pucharu odbyła się w 1921 roku. Podczas całej historii Pucharu, rozgrywki nie odbyły się w latach 1968 - 1971 z powodu wojny sześciodniowej, w sezonie 1973/1974 (wojna Jom Kipur) oraz w sezonach: 1979/80, 1981/82, 1986/87 i 1993/94.

## Zdobywcy Pucharu Egiptu
- 1921/1922: Zamalek SC
- 1922/1923: Tersana SC
- 1923/1924: Al-Ahly Kair
- 1924/1925: Al-Ahly Kair
- 1925/1926: Al-Ittihad Aleksandria
- 1926/1927: Al-Ahly Kair
- 1927/1928: Al-Ahly Kair
- 1928/1929: Tersana SC
- 1929/1930: Al-Ahly Kair
- 1930/1931: Al-Ahly Kair
- 1931/1932: Zamalek SC
- 1932/1933: El-Olympi
- 1933/1934: El-Olympi
- 1934/1935: Zamalek SC
- 1935/1936: Al-Ittihad Aleksandria
- 1936/1937: Al-Ahly Kair
- 1937/1938: Zamalek SC
- 1938/1939: Al Teram
- 1939/1940: Al-Ahly Kair
- 1940/1941: Zamalek SC
- 1941/1942: Al-Ahly Kair
- 1942/1943: Zamalek SC /Al-Ahly Kair
- 1943/1944: Zamalek SC
- 1944/1945: Al-Ahly Kair
- 1945/1946: Al-Ahly Kair
- 1946/1947: Al-Ahly Kair
- 1947/1948: Al-Ittihad Aleksandria
- 1948/1949: Al-Ahly Kair
- 1949/1950: Al-Ahly Kair
- 1950/1951: Al-Ahly Kair
- 1951/1952: Zamalek SC
- 1952/1953: Al-Ahly Kair
- 1953/1954: Tersana SC
- 1954/1955: Zamalek SC
- 1955/1956: Al-Ahly Kair
- 1956/1957: Zamalek SC
- 1957/1958: Zamalek SC /Al-Ahly Kair
- 1959/1959: Zamalek SC
- 1959/1960: Zamalek SC
- 1960/1961: Al-Ahly Kair
- 1961/1962: Zamalek SC
- 1962/1963: Al-Ittihad Aleksandria
- 1963/1964: Al Quanah
- 1964/1965: Tersana SC
- 1965/1966: Al-Ahly Kair
- 1966/1967: Tersana SC
- 1972/1973: Al-Ittihad Aleksandria
- 1974/1975: Zamalek SC
- 1975/1976: Al-Ittihad Aleksandria
- 1976/1977: Zamalek SC
- 1977/1978: Al-Ahly Kair
- 1978/1979: Zamalek SC
- 1980/1981: Al-Ahly Kair
- 1982/1983: Al-Ahly Kair
- 1983/1984: Al-Ahly Kair
- 1984/1985: Al-Ahly Kair
- 1985/1986: Tersana SC
- 1987/1988: Zamalek SC
- 1988/1989: Al-Ahly Kair
- 1989/1990: Al Mokawloon Al Arab
- 1990/1991: Al-Ahly Kair
- 1991/1992: Al-Ahly Kair
- 1992/1993: Al-Ahly Kair
- 1994/1995: Al Mokawloon Al Arab
- 1995/1996: Al-Ahly Kair
- 1996/1997: Ismaily SC
- 1997/1998: Al-Masry Port Said
- 1998/1999: Zamalek SC
- 1999/2000: Ismaily SC
- 2000/2001: Al-Ahly Kair
- 2001/2002: Zamalek SC
- 2002/2003: Al-Ahly Kair
- 2003/2004: Al Mokawloon Al Arab
- 2004/2005: ENPPI Club
- 2005/2006: Al-Ahly Kair
- 2006/2007: Al-Ahly Kair
- 2007/2008: Zamalek SC
- 2008/2009: Haras El-Hodood Club
- 2009/2010: Haras El-Hodood Club
- 2010/2011: ENPPI Club
- 2011/2012: odwołane[1]
- 2013: Zamalek SC
- 2014: Zamalek SC
- 2015: Zamalek SC
- 2016: Zamalek SC

## Triumfatorzy Pucharu Egiptu
| Klub                   | Mistrzostwo |
| ---------------------- | ----------- |
| Al-Ahly Kair           | 35          |
| Zamalek SC             | 25          |
| Al-Ittihad Aleksandria | 6           |
| Tersana SC             | 6           |
| Al Mokawloon Al Arab   | 3           |
| Ismaily SC             | 2           |
| El-Olympi              | 2           |
| ENPPI Club             | 2           |
| Haras El-Hodood Club   | 2           |
| Al-Masry Port Said     | 1           |
| Al Teram               | 1           |
| Al Quanah              | 1           |
| Razem                  | 82          |